# Acanthaspidia bifurcatoides
Acanthaspidia bifurcatoides is een pissebed uit de familie Acanthaspidiidae. De wetenschappelijke naam van de soort is voor het eerst geldig gepubliceerd in 1982 door Vasina & Kussakin.